# Samuel Hnanyine
Samuel Hnanyine, né le 1er mars 1984, est un footballeur international tahitien, évoluant au poste d'attaquant au sein du club de l'AS Dragon depuis 2006 et 2018.

## Carrière
Joueur de l'AS Dragon, et international tahitien à deux reprises en 2013, Samuel Hnanyine dispute les éliminatoires de la Coupe du monde 2014, inscrivant un but contre les Salomon puis participe à la Coupe des Confédérations 2013, jouant qu'un match en tant que titulaire contre l'Uruguay pour les Toa Aito mais ne pouvant pas empêcher l'élimination au premier tour.
| But international de Samuel Hnanyine | But international de Samuel Hnanyine | But international de Samuel Hnanyine | But international de Samuel Hnanyine                | But international de Samuel Hnanyine | But international de Samuel Hnanyine | But international de Samuel Hnanyine | But international de Samuel Hnanyine                 |
| 0                                    | Date                                 | Sélection                            | Lieu                                                | Adversaire                           | Score                                | Résultats                            | Compétitions                                         |
| ------------------------------------ | ------------------------------------ | ------------------------------------ | --------------------------------------------------- | ------------------------------------ | ------------------------------------ | ------------------------------------ | ---------------------------------------------------- |
| 1                                    | 22 mars 2013                         | 1                                    | Stade Pater Te Hono Nui, Pirae, Polynésie française | Îles Salomon                         | 2-0                                  | 2-0                                  | Éliminatoires de la Coupe du monde 2014 (tour final) |
| 2 (non officiel)                     | 30 mai 2013                          | 2 (non officielle)                   | ?, Santiago, Chili                                  | U de Chile (U-20)                    | 3-1                                  | 3-1                                  | Match de préparation                                 |